# Noël Quillerier
Noël Quillerier est un peintre français né à Orléans en 1594 (baptisé le 1er août 1594) et mort à Paris le 3 avril 1669. Il sera valet de chambre du roi.
En 1626, il peint pour la cathédrale de Foligno Le Couronnement de la Vierge avec Domenico da Sora et le bienheureux Pietro Crisci, huile sur toile aujourd'hui au musée diocésain de Foligno. D'après l'ouvrage L'Umbria di san Benedetto e san Francesco, il séjourna à Rome en 1622, puis resta à Beroide de 1625 à 1628, exécutant de nombreuses commandes à Spolete et Foligno, avant de retourner à Paris en 1631.
En 1646, il est chargé de concevoir l'ensemble des décors peints (dessus-de-cheminée, dessus-de-porte, plafonds) du château de Petit-Bourg, pour l'abbé de La Rivière. Il décore les lambris de la chapelle Saint-François-de-Paule dans l'église des Minimes de la Place Royale, tandis que Simon Vouet est chargé du tableau de l'autel de la chapelle. 
Il est reçu peintre à l'Académie royale de peinture et de sculpture en 1663 sur présentation d'un Saint Paul peint sur toile. 
Il participe aux décors (aujourd'hui perdus) du petit oratoire des appartements du Dauphin, et du cabinet du petit appartement de comodité du roi, au Palais des Tuileries. 

## Œuvres
- La Découverte de la Vraie Croix, 1626, Foligno, Oratorio del Crocifisso
- Saint Paul, huile sur toile, 1,18 par 0,90, envoi de l'État en 1803 à Nancy, musée des beaux-arts, anciennement attribué à Philippe de Champaigne.
- Saint Paul en méditation, Paris, Musée du Louvre[2], huile sur toile, 1,31 par 0,97[3], jadis ce tableau fut déposé par le Louvre au Château de Maisons-Laffitte. Il y a une confusion entre les tableaux de Nancy et du Louvre pour savoir lequel est le morceau de réception de l'artiste en 1663, (à l'âge de 69 ans), la littérature la plus récente de 2002 cite le tableau de Nancy, catalogue de l'exposition Les Peintres du roi, 1648-1793, Tours, Toulouse, 2000, page 227, R. 43.
- Construction d'un monastère avec l'apparition de saint François, Toulouse, musée des Augustins[4].
- La Conférence de Louis XI avec saint François de Paule, Paris, musée Carnavalet

## Généalogie
- Le 27 janvier 1631 il épousera Charlotte Lerambert, sœur du sculpteur Louis II Lerambert.
- Sa fille Marguerite épousera Antoine Coysevox.
- Son fils Jérôme (ou Hiérosme) baptisé le 19 février 1639, sera peintre, on ne lui connaît aucune œuvre. Sa marraine était la veuve de Jean Lintlaër.

## Élève
- Noël Coypel.

## Note
1. ↑  Voir marché retranscrit
2. ↑  Voir sur le site de la RMN
3. ↑  Une copie de cette œuvre est passée en vente à Londres chez Bonhams le 14 juin 2004, lot 132, non vendu.
4. ↑  Sur le site du musée des Augustins